# Aurora de Albornoz
Aurora de Albornoz, née le 22 janvier 1926, morte le 6 juin 1990, est une poétesse, une enseignante, une critique littéraire et une essayiste espagnole, aux convictions antifranquistes.

## Biographie
Elle est née en janvier 1926 à Ḷḷuarca, dans les Asturies, et est issue d'une famille de poètes et de politiciens. Son grand-père et son père sont connus comme poètes localement. L'oncle de son père, Alvaro de Albornoz, est ministre de la Justice de la Deuxième République espagnole, jusqu'à la guerre civile. Il devient ensuite président du gouvernement républicain en exil, à Paris et Mexico. Son oncle Severo Ochoa de Albornoz est un célèbre scientifique,.
En 1944, âgée de 18 ans, Aurora de Albornoz part en exil avec sa famille à San Juan, fuyant l'Espagne du général Franco. Elle mène des études de philologie et de littérature, à l'Université de Porto Rico. Elle a notamment comme maître de recherche Juan Ramón Jiménez,.
En août 1950, elle épouse, à Puerto Rico, Jorge Bernal Enjuto. Comme Aurora de Albornoz, Jorge Bernal Enjuto est issu d'une famille républicaine en exil. Son père, Federico Enjuto Ferran, était un juge républicain qui a participé au procès de José Antonio Primo de Rivera, le fondateur de la Phalange, le parti fasciste espagnol. Ils vivent ensemble à Porto Rico, et créent un noyau anti-franquiste au sein de l'université portoricaine. Puis ils s'installent pendant une courte période dans le Kansas, et à Paris. De 1955 à 1957, elle reprend des études de littérature comparée à la Sorbonne. Revenu à Porto-Rico, elle collabore pendant un an avec Margot Arce de Vázquez, fondatrice d'un mouvement pour l'indépendance de l'île. Le mariage est dissous en 1967.
Elle devient professeure de littérature à l'Université de Porto Rico, puis à l'Université Complutense de Madrid, où elle revient définitivement en 1968. A Madrid, elle participe à divers cercles littéraires. Elle se prépare avec d'autres intellectuels à une lutte clandestine contre la dictature, sous l'impulsion du Parti communiste d'Espagne, mais la mort du général Franco en 1975 ouvre la voie à la transition démocratique espagnole.

## Principales publications

### Œuvres originales
- Brazo de niebla, Santander, Hermanos Bedia, 1957, 1re édition, San Juan, Puerto Rico, Coayuco, 1955
- Prosas de París, San Juan, Puerto Rico, (s.n.) 1959
- Poemas para alcanzar un segundo, Madrid, Rialp, 87 pp. 1961
- Por la primavera blanca. Fabulaciones, Madrid, Ínsula, 1962, réédition à Grenade, Traspiés, 2005.
- Poemas (Poèmes en prose), Cuadernos hispanoamericanos, 189, septembre 1965, pp. 283–290
- En busca de esos niños en hilera, Santander, La isla de los ratones, 65 pp. 1967
- Palabras desatadas, Malaga, Guadalhorce, 1975
- Palabras reunidas (1967-1977), Madrid, Ayuso, 72 pp. 1983
- Aventura, Turia, 12, pp. 39–41. 1989
- Canciones de Guiomar, Madrid, Torremozas, 60 pp.  (ISBN 8478390499),  (ISBN 9788478390496), 1990 en lígne
- Al sur del sur. Poèmes, Cádiz, Ayuntamiento de San Roque, 1991
- Cronilíricas. Collage, Madrid, Devenir, 1991 [dialnet.unirioja.es/descarga/articulo/3135024.pdf en ligne]
- Pequeños poemas en prosa (inéd.)

### Ouvrages en tant que critique

#### Études
- La prehistoria de Antonio Machado, Puerto Rico, Université, 1961[5]
- Poesías de guerra de Antonio Machado, San Juan, Asomante, 1961
- La presencia de Miguel de Unamuno en Antonio Machado, Madrid, Gredos, 373 pp. 1967
- "Poesía de la España peregrina. Crónica incompleta", in El exilio español de 1939, vol. IV, Madrid, Taurus, 1977, pp. 11–108
- Dirigente obrera, feminista, fundadora del P.C.E.: Virginia González, mujer de acción, Tiempo de historia numéro 32, 1977
- Hacia la realidad creada, Barcelona, Península, 1979. [Incluant: «Unos años de historia y literatura. Un libro de Alfonso Sastre», «de la España peregrina. Un libro de Lorenzo Varela», «La mirada de Juan Rejano», «Aproximación a la obra poética de José Hierro», «José Manuel Caballero Bonald: la palabra como alucinógeno», «Antonio Machado: De mi cartera, teoría y creación», «El “collage-anuncio” en Juan Ramón Jiménez», «En torno a un “nuevo libro” de Juan Ramón Jiménez», «La íntima lógica de César Vallejo (Trilce, LVIII)», «Por los caminos de Rafael Alberti»] José Hierro, Madrid, Júcar, 1982
- "Presencias de Antonio Machado en la España peregrina", Actas del Congreso Internacional “Antonio Machado hacia Europa”, Madrid, Visor, 1993, pp. 233–241
- El Juan Ramón Jiménez de Aurora de Albornoz. Nº 14 de Devenir: Ensayo. Avec Fanny Rubio. Éditions Juan Pastor, Devenir, 312 pp.  (ISBN 8496313409),  (ISBN 9788496313408), 2008

#### Préfaces et éditions
- "Prólogo", de : Alfonso Sastre, Las noches lúgubres, Madrid, Júcar, 1973
- Juan Ramón Jiménez, , Nueva antología, estudio preliminar y selección de Aurora de Albornoz, Barcelona, Península, 1973
- De Galdós a García Márquez. Vol. 2 textes de commentaires ...[et al.] Vol. 9 de Psicología, medicina, pastoral. Avec Andrés Amorós, Emilio Alarcos Llorach, Manuel Alvar. 4e édition annotée par Castalia Ediciones, 268 pp.  (ISBN 8470391763),  (ISBN 9788470391767), 1973
- "Un cuento de Gabriel García Márquez: El ahogado más hermoso del mundo", en VVAA, El comentario de textos 2. De Galdós a García Márquez, Madrid, Castalia, 1974, pp. 283–316
- Juan Ramón Jiménez, , En el otro costado, 1re édition préfacée par Aurora de Albornoz, Madrid, Júcar, 163 pp., 1974
- Antonio Machado, Antología de su prosa, edición de Aurora de Albornoz, Madrid, Cuadernos para el diálogo, 1979
- José Hierro, Antología, selección e introducción de Aurora de Albornoz, Madrid, Visor, 1980
- Pablo Neruda, Pablo, Poesías escogidas, préface de Aurora de Albornoz, Madrid, Aguilar, 1980
- "Prólogo", de Juan Ramón Jiménez, , Arias tristes, Madrid, Taurus, 1981, pp. 9–45
- Juan Ramón Jiménez, , Espacio, édition de Aurora de Albornoz, Madrid, Editora Nacional, 1982
- Juan Ramón Jiménez, Madrid, Taurus, 1983. (Comprend, en plus d'une sélection d'articles de divers auteurs, le travail de collage de Juan Ramón Jiménez)
- Rafael Alberti, Trece bandas y cuarenta y ocho estrellas, estudio preliminar de Aurora de Albornoz, Madrid, Espasa Calpe, 1985

#### Coéditions
- Elena Andrés, Chile en el corazón: homenaje a Pablo Neruda, Barcelone, Península, 1975
- Julio Rodríguez-Luis, Sensemayá: la poesía negra en el mundo hispanohablante (anthologie), Madrid, Orígenes, 1980
- Guillermo de Torre, Antonio Machado. Poesía y prosa, Buenos Aires, Cuadernos para el diálogo, 1964